# Don Diablo
Don Diablo, pseudonimo di Don Pepijn Schipper (Coevorden, 27 febbraio 1980), è un disc jockey, produttore discografico e cantante olandese.
Si è firmato anche col nome di Big Pineapple.

## Biografia
Nato a Coevorden (Paesi Bassi), Don Diablo è tuttora un produttore discografico di fama mondiale, con sede ad Amsterdam. Compone brani per film, spot pubblicitari e per altri cantanti. Essendo proprietario di ben due case discografiche, è spinto dall'associazione Dance4Life, che va a scoprire i nuovi talenti musicali. Nel 2006 è partito per Johannesburg e Città del Capo proprio per questo motivo. Dato che era questa la vita di Don Diablo, MTV Networks ha cominciato a girare un documentario su di lui.

## Carriera
Firma un contratto che lo lega alla Sony Music all'età di 15 anni, e da lì comincia a diventare un vero e proprio produttore discografico e cantante. Molti dei suoi brani hanno come ingredienti i seguenti generi: rock (anche se non è uno dei generi di cui la sua musica è composta), Future House ed electro. Nel 2004 pubblica il suo primo album, 2Faced, messo in commercio il 3 luglio. Nell'anno seguente è da annotare che Don Diablo fonda la prima etichetta discografica, la Sellout Session, e alza le posizioni in classifica olandese dei suoi brani: Blow, Who's Your Daddy, I Need to Know, Stand Up, This Way e Pain Is Temporary, Pride Is Forever. Tra questi, Blow è stato il singolo con maggior successo. L'anno seguente ha visto Don Diablo fare più di 250 concerti da Londra a Tokyo e da Sydney a Miami. Nello stesso anno diventa anche uno dei DJ olandesi più famosi al mondo. Live is a Festival è il secondo album da lui pubblicato dopo quattro anni, nel 2008, mentre due anni dopo pubblica il terzo album Exit Studio Sweatshop.
Dal 2010 il DJ comincia a pubblicare varie canzoni sulle più grandi etichette discografiche del momento, come la Axtone di Axwell, la Protocol Recordings di Nicky Romero, la Size X Imprint di Steve Angello e la Spinnin Records. Nel 2013 produce la canzone per il videogame Batman: Arkham Origins.
Nel 2014 fonda la sua etichetta Hexagon, stilisticamente HEXAGON, utilizzando come simbolo un esagono con al centro un cerchio, un triangolo senza base e due linee orizzontali parallele. La prima canzone pubblicata è un suo remix della canzone Make Me Feel Better di Alex Adair, che si piazza al primo posto della classifica Beatport per due settimane; inoltre, la sua HEXAGON ottiene il riconoscimento come miglior nuova casa discografica dell’anno. L’etichetta di Don Diablo diventa una delle migliori anche nello scoprire nuovi talenti; artisti come Sagan, Raven & Kreyn, Madison Mars, La Fuente, Tom Budin, Steff da Campo, Holl & Rush, Bart B More sono stati scoperti grazie alla HEXAGON.
Nel 2015 viene pubblicato il singolo Chemicals, prodotta insieme a Tiësto e Thomas Troelsen. Nel 2017 pubblica una compilation chiamata Past, Present, Future, contenente tracce come Cutting Shapes, On My Mind e anche la stessa Chemicals. Sempre lo stesso anno pubblica vari singoli, come Take Her Place, Children Of A Miracle, Don’t Let Go. Il 9 febbraio 2018 viene pubblicato il suo album, FUTURE, tramite HEXAGON, contenente 10 tracce pubblicate tra febbraio ed aprile. Nel corso del 2018 pubblica altre canzoni assieme a vari artisti internazionali, come Tunnel Vision e No Good realizzate con Zonderling, Survive con Emeli Sandé e Gucci Mane e Heaven To Me con Alex Clare.
Nel 2019 pubblica You're Not Alone cantata da Kiiara, Fever con CID, Brave cantata da Jessie J, The Rhythm, The Same Way cantata da 'KIFI, Never Change e Congratulations cantata da Brando. Pubblica inoltre, per la prima volta nella sua carriera, UFO, un singolo in lingua russa, in collaborazione col rapper russo Eldžej (Элджей).
È attualmente in corso la produzione dell'album Forever, che è stato preceduto da un tour mondiale e che doveva essere seguito da un concerto il 9 maggio presso lo Ziggo Dome di Amsterdam, rimandato a data da destinarsi per via della pandemia di COVID-19. L'uscita dell'album è stata rimandato a data da destinarsi e verrà accompagnata da un documentario.

### Classifica DJ Mag
- 2014: #82
- 2015: #30
- 2016: #15
- 2017: #11
- 2018: #07[5]
- 2019: #06[6]
- 2020: #06
- 2021: #07
- 2022: #09
- 2023: #13

### Classifica 1001Tracklist
- 2016: #07
- 2017: #02
- 2018: #01
- 2019: #05[7]
- 2020: #08

## Discografia

### Album in studio
- 2004 – 2Faced
- 2008 – Life Is a Festival
- 2018 – Future
- 2021 – Forever

### Raccolte
- 2005 – Sellout Session 01
- 2008 – Sellout Session 02
- 2010 – Sellout Session 03

### Singoli
- 2002:  No. 9
- 2003: Anarchy
- 2003: Useless
- 2004: Fade Away (Round & Round)
- 2004: The Music And The People
- 2005: Easy Lover
- 2005: Blow (feat. The Beatkidz)
- 2006: Never Too Late (To Die)
- 2006: I Need To Know (feat. Shystie)
- 2006: Who's Your Daddy
- 2007: Stand Up
- 2007: Pain Is Temporary, Pride Is Forever
- 2007: This Way (Too Many Times) (feat. Bizzey)
- 2008: Give It Up (vs. Public Enemy)
- 2008: Dancefloor Drama #001
- 2008: We'll Dance (vs. Moke)
- 2008: Music Is My Life (feat. Bizzey)
- 2008: Hooligans Never Surrender
- 2008: Live Is A Festival
- 2009: Audio Endlessly (vs. Viva City)
- 2009: Too Cool For School
- 2009: Disco Disco Disco
- 2009: Hooligans (Feat. Example)
- 2009: Never Too Late
- 2009: I Am Not From France
- 2010: Teen Scream Machine
- 2010: Who's Your Daddy (Re-Work)
- 2010: Animale (feat. Dragonette)
- 2010: Make You Pop (con Diplo)
- 2011: Mezelluf
- 2012: Make You Pop (Re-Work con Diplo)
- 2012: Silent Shadows
- 2012: Lights Out Hit (feat. Angela Hunte)
- 2012: The Golden Years
- 2012: Cell
- 2012: The Artist Inside (feat. JP Cooper)
- 2012: M1 Stinger (feat. Noonie Bao)
- 2013: Give It All (feat. Alex Clare & Kelis)
- 2013: Starlight (Could You Be Mine) (con Matt Nash)
- 2013: Prototype (con CID)
- 2013: Edge Of The Earth
- 2013: Origins
- 2013: Got Me Thinkin (con CID)
- 2014: Black Mask
- 2014: Knight Time
- 2014: Anytime
- 2014: Back In Time
- 2014: Back To Life
- 2014: King Cobra (con Yves V)
- 2014: Generations
- 2015: Chain Reaction (Domino) (feat. Kris Kiss)
- 2015: My Window (feat. Maluca)
- 2015: Universe (feat. Emeni)
- 2015: On My Mind
- 2015: Chemicals (con Tiësto feat. Thomas Troelsen)
- 2015: Got The Love (con Khrebto)
- 2015: I'll House You (feat. Jungle Brothers)
- 2016: Tonight
- 2016: Drifter (feat. DYU)
- 2016: Silence
- 2016: What We Started (con Steve Aoki & Lush & Simon feat. BullySongs)
- 2016: Cutting Shapes
- 2017: Switch
- 2017: Children Of A Miracle (con Marnik)
- 2017: Save A Little Love
- 2017: Momentum
- 2017: Don't Let go (faet. Holly Winter)
- 2017: Take Her Place (feat. A R I Z O N A)
- 2017: You Can't Change Me
- 2018: People Say (feat. Paije)
- 2018: Everybody's Somebody (feat. BullySongs)
- 2018: Believe (feat. Ansel Elgort)
- 2018: Give Me Love (feat. Calum Scott)
- 2018: Wake Me When It's Quiet (feat. Hilda)
- 2018: Anthem (We Love House Music)
- 2018: No good (con Zonderling)
- 2018: Heaven To Me (feat. Alex Clare)
- 2018: Survive (feat. Emeli Sandé & Gucci Mane)
- 2018: I Got Love (feat. Nate Dogg)
- 2019: You're Not Alone (feat. Kiiara)
- 2019: Fever (con CID)
- 2019: Brave (feat. Jessie J)
- 2019: The Rhythm
- 2019: The Same Way (feat. Kifi)
- 2019: Never Change
- 2019: Congratulations (feat. Brando)
- 2019: UFO (con Eldžej)
- 2020: We Are Love
- 2020: Bad (feat. Zak Abel)
- 2020: Inside My Head (Voices)
- 2020: Thousand Face (feat. Andy Granmer)
- 2020: Mr. Brightside
- 2020: Kill Me Better (con Imanbek feat. Trevor Daniel)
- 2021: Problems (con JLV feat. John K)

### Produzioni
- 2005: Better Girl (feat. Voidd)
- 2006: Mr. Roboto (feat. MV)
- 2006: Rock Music (feat. 2Faced)
- 2006: We interrupt this Program (feat. Coburn)
- 2006: Money in the Bag (feat. Kraak & Smaak)
- 2007: You Make Me Wanna Dance (feat. Mason)
- 2007: Cheap Rocks (feat. Imaginary Friends)
- 2007: Your Music is Killing Me (feat. The Young Punx)
- 2007: Rocking with the Best (feat. Laidback Luke)
- 2007: Dream Catch Me (feat. Newton Faulkner)
- 2007: Walking Down the Street (feat. Ron Carroll)
- 2007: Give It Up (feat. Public Enemy)
- 2008: What Does it Mean (feat. Heartache)
- 2008: Kill the Radio (feat. Kaseo)
- 2008: Frozen (feat. Tami Chynn & Akon)
- 2008: And I Try (feat. Bimbo Jones)
- 2009: Everybody (feat. Rudenko)
- 2009: It's Just Begun Again (feat. J-Cast)
- 2009: Can't Hold Back (feat. Kaz James & Macy Gray)
- 2009: I Love U (feat. Tila Tequila)
- 2009: Girls (feat. Walter Meego)
- 2009: He's Frank (feat. The BPA & Iggy Pop
- 2009: Beat Myself Up (feat. Plump DJs)
- 2009: Forced (feat. Cagedbaby)
- 2009: Show Your Light (feat. Stereo Mc's)
- 2009: Fixin To Thrill (feat. Dragonette)
- 2009: I Am Alive (feat. LMT
- 2009: Salvation (feat. Scanners
- 2009: Prom Night (feat. Linus Loves)
- 2009: Givin'Up (feat. One eskimO)
- 2009: When the sirens sound (feat. Heads We Dance)
- 2009: Crush to pass the time (feat. Plushgun)
- 2009: Girl Can't Dance (feat. Example)
- 2009: Confusion Girl (feat. Frankmusik)
- 2009: Dead End (feat. Master Shortie)
- 2009: We Are Golden (Mika)
- 2009: Audio Endlessly (Viva City vs. Don Diablo)
- 2010: Youth, Speed, Trouble, Cigarettes (feat. Cassius)
- 2010: Swoon (The Chemical Brothers)
- 2010: Superfast Jellyfish	(Gorillaz)
- 2010: I Don't Believe (feat. Rox)
- 2010: Make You Pop (Don Diablo & Diplo)
- 2010: All That We Keep (Pete Lawrie)
- 2010: Hooligans (Don Diablo & Example)
- 2011: Animale (Don Diablo feat. Dragonette)
- 2011: Till I'm Gone (Tinie Tempah feat. Wiz Khalifa)
- 2012: Skirts (The Other Tribe)
- 2012: Express Yourself (Labrinth)
- 2013: Legacy" (featuring Sway) (Nicky Romero vs. Krewella)
- 2014: Ready For The Weekend (R3HAB & NERVO ft Ayah Marar)
- 2014: When the Beat Drops Out (Marlon Roudette)
- 2015: Don't (Ed Sheeran)
- 2015: I'll House You ft. Jungle Brothers (VIP Mix)
- 2015: Make me feel Better (Alex Adair)
- 2016: Good Grief by Bastille (Don Diablo Remix)
- 2016: Cutting Shapes
- 2017: Chainsmokers & Coldplay - Something Just Like This (Don Diablo Remix)
- 2017: Children Of A Miracle (Don Diablo & Marnik)
- 2017: Children Of A Miracle (Don Diablo's VIP Mix)
- 2017: Echoes
- 2017: Save a Little Love
- 2017: Momentum
- 2017: Don't Let Go ft. Holly Winter
- 2017: Take her place ft. A R I Z O N A
- 2018: People Say (feat. Paije)
- Back to Us
- Everybody’s Somebody
- Put It On For Me
- Give Me Love (feat. Calum Scott)
- Higher
- Head Up
- Bright Skies (The Bit U Know)
- Found You
- Reflections
- Killer
- Gangsta Ways
- Satellites
- Anthem (We Love House Music)
- No Good (mit Zonderling)
- Heaven To Me
- Survive